# Mistrzostwa Polski w Łyżwiarstwie Szybkim w Wieloboju 1987
59. Mistrzostwa Polski w łyżwiarstwie szybkim w wieloboju odbyły się w grudniu 1986 roku w Tomaszowie Mazowieckim na torze Pilica. Złote medale zdobyli Erwina Ryś-Ferens i Piotr Krysiak.

## Kobiety
| Msc. | Zawodniczka                           | 500 m     | 1500 m      | 3000 m      | 5000 m     | Wielobój |
| 1.   | Erwina Ryś-Ferens (Marymont Warszawa) | 44,94 (1) |             | 4:53,21 (1) |            | 194,390  |
| 2.   | Lidia Olcoń (Podhale Nowy Targ)       |           | 2:22,94 (1) |             |            | 196,020  |
| 3.   | Małgorzata Tomporowska (Orzeł Elbląg) |           |             |             | 8:42,3 (1) | 196,940  |

## Mężczyźni
| Msc. | Zawodnik                                    | 500 m     | 1500 m      | 5000 m      | 10 000 m     | Wielobój |
| 1.   | Piotr Krysiak (SKŁ Górnik Sanok)            | (8)       | 2:06,84 (1) | (3)         | (3)          | 179,400  |
| 2.   | Andrzej Józwik (Pilica Tomaszów Mazowiecki) |           |             | 7:38,84 (1) |              | 179,900  |
| 3.   | Roman Derks (Olimpia Elbląg)                |           |             |             | 15:58,65 (1) | 180,600  |
| ?.   | Jerzy Dominik (AZS-SMS Zakopane)            | 39,89 (1) |             |             |              |          |

W wieloboju mężczyzn startowało 22 zawodników, a ukończyło rywalizację 14.